# Spaniocentra uniplaga
Spaniocentra uniplaga är en fjärilsart som beskrevs av Walker 1861. Spaniocentra uniplaga ingår i släktet Spaniocentra och familjen mätare. Inga underarter finns listade i Catalogue of Life.